# Székely Könyvtár (könyvsorozat)
A Székely Könyvtár című könyvsorozat Ferenczes István költő, a Székelyföld folyóirat alapító főszerkesztője kezdeményezésével a csíkszeredai Hargita Kiadóhivatal és Hargita Megye Tanácsa 2012-ben indult közös könyvkiadási projektje. A Székelyföldhöz kötődő klasszikus és kortárs írók műveit tartalmazó 100 kötetes sorozatban évente 10 kötet jelent meg. A projekt célja: „a székely öntudat növelése, a célközönség kulturális művelése, Székelyföld értékeinek népszerűsítése, valamint olyan, a székelység múltjával és jelenével foglalkozó kötetek kiadása, amelyek nemcsak a székely-magyar identitás megerősödését segítik elő, hanem egyúttal élvezetes olvasmányul is szolgálnak”.
A szerkesztőbizottság tagjai:
- Fekete Vince
- Ferenczes István
- György Attila
- Lövétei Lázár László
- Mirk Szidónia Kata
- Molnár Vilmos

A sorozat egységes grafikai arculatáért Léstyán Csaba grafikus felel. 
A kötetek 2012-tól jelennek meg a Hargita Kiadóhivatal gondozásában, 2017-től társkiadó a Székelyföld Alapítvány. A 100. kötet 2021-ben jelent meg.

## A sorozat kötetei
- 1. Székely népballadák; vál. és szerk. Ferenczes István
- 2. Mikes Kelemen: Törökországi levelek
- 3. Tamási Áron: Ábel a rengetegben
- 4. Bözödi György: Székely bánja
- 5. Kányádi Sándor: Válogatott versek; vál. és szerk. Fekete Vince
- 6. Apor Péter: Metamorphosis Transylvaniae
- 7. Benedek Elek: Székely népmesék; vál. és szerk. Mirk Szidónia Kata
- 8. Tamási Áron: Ábel az országban
- 9. Zsögödi Nagy Imre: Följegyzések
- 10. Farkas Árpád: Válogatott versek; vál. és szerk. Fekete Vince
- 11. Hermányi Dienes József: Nagyenyedi Demokritus
- 12. Tomcsa Sándor: Válogatott írások; szerk. Molnár Vilmos
- 13. Tamási Áron: Ábel Amerikában
- 14. Balázs Ferenc: A rög alatt, 1928-1935
- 15. Király László: Válogatott versek; vál. és szerk. Fekete Vince
- 16. Székely népdalok; vál. és szerk. Mirk Szidónia-Kata
- 17. Kőváry László: Székelyhonról; szerk. Molnár Vilmos
- 18. Márton Áron: Válogatott írások és beszédek; vál. Lázár Csilla
- 19. Szabó Gyula: Válogatott novellák; szerk. Fekete Vince
- 20. Páll Lajos: Válogatott versek; vál. és szerk. Ferenczes István
- 21-22. Cserei Mihály: Erdély históriája. 1-2. kötet
- 23. Tompa László: Válogatott versek; vál. és szerk. Fekete Vince
- 24. Tamási Áron: Válogatott novellák; vál. és szerk. Molnár Vilmos
- 25. Vári Attila: Volt egyszer egy város
- 26. Régi székely költők; szerk. Egyed Emese
- 27. Kriza János: Székely népmesék; szerk. Mirk Szidónia-Kata
- 28. Petelei István: Válogatott novellák; szerk. Fekete Vince
- 29. Tamási Áron: Hazai tükör. Krónika 1832–1853
- 30. Ferenczes István: Válogatott versek; vál. és szerk. Lövétei Lázár László
- 31. Bod Péter: Szent Hilárius; sajtó alá rend. Hargittay Emil
- 32. Jancsó Benedek: Válogatott írások; vál. és szerk. Vincze Gábor
- 33. Szabédi László: Válogatott versek; vál. és szerk. Fekete Vince
- 34. Cseres Tibor: Foksányi szoros
- 35. Csiki László: Titkos fegyverek
- 36. Székely népi imádságok; vál. és szerk. Tánczos Vilmos
- 37. Tamási Áron: Publicisztikai írások; vál. és szerk. György Attila
- 38. Horváth István: Válogatott versek; vál. és szerk. Fekete Vince
- 39. Kurkó Gyárfás: Nehéz kenyér
- 40. Bogdán László: Az ördög Háromszéken
- 41. Bölöni Farkas Sándor: Utazás Észak-Amerikában
- 42. Sánta Ferenc: Válogatott novellák; vál. György Attila
- 43. Fodor Sándor: Válogatott novellák; vál. és szerk. Molnár Vilmos
- 44. Székely János: A nyugati hadtest
- 45. Szőcs Géza: Válogatott versek; vál. és szerk. Fekete Vince
- 46. Tivai Nagy Imre: Cirkálások szeredai emlékeimből
- 47. Tamási Áron: Szülőföldem
- 48. Kemény János: Válogatott novellák; vál. és szerk. Demeter M. Attila
- 49. Ignácz Rózsa: Torockói gyász
- 50. Markó Béla: Válogatott versek; vál. és szerk. Fekete Vince
- 51. Szentkatolnai Bálint Gábor: Válogatott művek; sajtó alá rend. Borcsa János
- 52-53. Benedek Elek: Édes anyaföldem! 1-2. kötet
- 54. Bözödi György: Válogatott versek; szerk. Fekete Vince
- 55. Czegő Zoltán: Katonabogár
- 56. Régi székely írók; szerk. Egyed Emese
- 57. Nagybaczoni Nagy Vilmos: Végzetes esztendők
- 58. Domokos Pál Péter: Moldvai útjaim
- 59. Szemlér Ferenc: Válogatott versek; vál. és szerk. Fekete Vince
- 60. Györffi Kálmán: Válogatott novellák; vál. és szerk. Lövétei Lázár László
- 61. Bartha Miklós: Nemzetpolitikai írások; sajtó alá rend. Vincze Gábor
- 62. Tamási Áron: Bölcső és Bagoly
- 63. Székely János: Válogatott versek; vál. és szerk. Fekete Vince
- 64. Ágoston Vilmos: Godir és Galanter
- 65. Sütő István: Válogatott versek; vál. és szerk. Lövétei Lázár László
- 66. Orbán Balázs: Válogatott írások és beszédek; vál. és szerk. Lövétei Lázár László
- 67. Tamási Gáspár: Vadon nőtt gyöngyvirág
- 68. Beke György: Föld és lélek. Székely riportok; vál. Beke Mihály András
- 69. Ferencz Imre: Válogatott versek; vál. és szerk. Fekete Vince
- 70. Mózes Attila: Válogatott novellák; vál. György Attila
- 71. Kacsó Sándor: Publicisztikai írások; sajtó alá rend. Filep Tamás Gusztáv
- 72. Tamás Menyhért: Vigyázó madár
- 73. Szőcs Kálmán: Válogatott versek; vál. és szerk. Fekete Vince
- 74. Lőrincz György: Válogatott novellák; vál. és szerk. Lövétei Lázár László
- 75. Tánczos Vilmos: Elejtett szavak. Egy csíki székely ember nyelve és világképe
- 76. Kőrösi Csoma Sándor az újabb kutatások tükrében; vál. és szerk. Molnár Vilmos
- 77. Székely költők az árnyékos oldalról; vál. és szerk. Lövétei Lázár László
- 78. Tamási Áron: Jégtörő Mátyás
- 79. Panigay Róbert: Válogatott novellák; szerk. Borsodi L. László
- 80. Magyari Lajos: Válogatott versek; szerk. Fekete Vince
- 81. Látom az életem nem igen gyönyörű. A madéfalvi veszedelem tanúkihallgatási jegyzőkönyvei, 1764; bevezető tanulmány és jegyzetek Imreh István
- 82. Székely írók az árnyékos oldalról; sajtó alá rend. Lövétei Lázár László
- 83. Paál Árpád: Válogatott írások; sajtó alá rend. Bárdi Nándor és Horváth Sz. Ferenc
- 84. Székely János: Három dráma. Caligula helytartója, Protestánsok, Mórok
- 85. Egyed Péter: Válogatott versek; szerk. Fekete Vince
- 86. Bartalis János: Válogatott versek; vál. és szerk. Fekete Vince
- 87. Tamási Áron: Négy dráma. Ősvigasztalás, Énekes madár, Vitéz lélek, Ördögölő Józsiás
- 88. Fábián Ernő: Válogatott írások; szerk. Bárdi Nándor
- 89-90. Molnár H. Lajos: Volt egyszer egy udvar. 1-2. kötet
- 91. Bethlen Gábor leveleiből; sajtó alá rend. Sebestyén Mihály
- 92. A székelyek. Rólunk irták; szerk. Lövétei Lázár László
- 93. Szabó Gyula: Gólya szállt a csűrre
- 94. Zágoni Attila: Válogatott paródiák és humoreszkek; vál. Ferenczes István
- 95. Tompa Gábor: Válogatott versek; vál. Fekete Vince
- 96. Benkő József: Transsilvania specialis. A székelyek földje; ford. Szabó György, vál. és szerk. Lövétei Lázár László
- 97. Földi István: Századelő az udvartereken. Rendhagyó szociográfia
- 98. Gazda József: A XX. század, ahogy megéltük; szerk. Gazda Árpád
- 99. Király László: Kék farkasok
- 100. Egyed Emese: Válogatott versek; szerk. Fekete Vince
- 50+ Siklódy Ferenc: Könyvjegyek I.
- 100+ Siklódy Ferenc: Könyvjegyek II.

A két bónuszkötet 50+ és 100+ számozási adattal Siklódy Ferenc ex libriseit tartalmazza, a kötetek ajánlóival.